# Persone di nome Dominik/Calciatori
| Questa pagina contiene informazioni ricavate automaticamente dalle voci biografiche con l'ausilio del template Bio e di un bot. L'aggiornamento è periodico e automatico e ricostruisce completamente la pagina. Se manca una persona in questa lista, sei pregato di non aggiungerla, ma accertati piuttosto che la sua voce biografica contenga il template Bio e che i dati anagrafici siano correttamente compilati. Se il template Bio manca, inseriscilo tu stesso o, in alternativa, metti l'avviso {{tmp\|Bio}} che ne segnala la mancanza. Se i dati riportati sono sbagliati, correggi direttamente la voce biografica; le modifiche saranno visibili in questa lista entro pochi giorni. Per chiarimenti vedi il progetto antroponimi. La lista contiene solo le 52 persone che sono citate nell'enciclopedia e per le quali è stato implementato correttamente il template Bio. Pagina aggiornata al 16 ott 2024. |

Questa è una lista di persone presenti nell'enciclopedia che hanno il nome Dominik e sono calciatori.

## B(1)
- Dominik Baumgartner, calciatore austriaco (n. 1996)

## C(1)
- Dominik Cipf, calciatore ungherese (Kisvárda, n. 2001)

## D(2)
- Dominik Dinga, calciatore serbo (Novi Sad, n. 1998)
- Dominik Doleschal, calciatore austriaco (Oberwart, n. 1989)

## F(3)
- Dominik Fitz, calciatore austriaco (Vienna, n. 1999)
- Dominik Frieser, calciatore austriaco (Graz, n. 1993)
- Dominik Furman, calciatore polacco (Szydłowiec, n. 1992)

## G(2)
- Dominik Glavina, calciatore croato (Čakovec, n. 1992)
- Dominik Greif, calciatore slovacco (Bratislava, n. 1997)

## H(4)
- Dominik Hofbauer, ex calciatore austriaco (Eggenburg, n. 1990)
- Dominik Holec, calciatore slovacco (České Budějovice, n. 1994)
- Dominik Hollý, calciatore slovacco (Bánovce nad Bebravou, n. 2003)
- Dominik Hładun, calciatore polacco (Lubin, n. 1995)

## J(2)
- Dominik Janošek, calciatore ceco (Brno, n. 1998)
- Dominik Javorček, calciatore slovacco (Bojnice, n. 2002)

## K(9)
- Dominik Kaiser, ex calciatore tedesco (Mutlangen, n. 1988)
- Dominik Kisiel, calciatore polacco (Bełchatów, n. 1990)
- Dominik Kocsis, calciatore ungherese (Nagykanizsa, n. 2002)
- Dominik Kohr, calciatore tedesco (Treviri, n. 1994)
- Dominik Kotarski, calciatore croato (Zabok, n. 2000)
- Dominik Kovačić, calciatore croato (Zagabria, n. 1994)
- Dominik Kraut, calciatore ceco (n. 1990)
- Dominik Kružliak, calciatore slovacco (Liptovský Mikuláš, n. 1996)
- Dominik Kun, calciatore polacco (Giżycko, n. 1993)

## L(1)
- Dominik Livaković, calciatore croato (Zara, n. 1995)

## M(2)
- Dominik Marczuk, calciatore polacco (Międzyrzec Podlaski, n. 2003)
- Dominik Mašek, calciatore ceco (Příbram, n. 1995)

## N(1)
- Dominik Nagy, calciatore ungherese (Bóly, n. 1995)

## P(5)
- Dominik Picak, calciatore croato (Zagabria, n. 1992)
- Dominik Plechatý, calciatore ceco (n. 1999)
- Dominik Pleštil, calciatore ceco (n. 1999)
- Dominik Prokop, calciatore austriaco (Vienna, n. 1997)
- Dominik Prpić, calciatore croato (Zagabria, n. 2004)

## R(4)
- Dominik Radić, calciatore croato (Hannover, n. 1996)
- Dominik Reimann, calciatore tedesco (Münster, n. 1997)
- Dominik Reinhardt, ex calciatore tedesco (Leverkusen, n. 1984)
- Dominik Reiter, calciatore austriaco (Grieskirchen, n. 1998)

## S(9)
- Dominik Schad, calciatore tedesco (Aschaffenburg, n. 1997)
- Dominik Schmid, calciatore svizzero (Rheinfelden, n. 1998)
- Dominik Schmidt, ex calciatore tedesco (Berlino, n. 1987)
- Dominik Starkl, calciatore austriaco (Krems an der Donau, n. 1993)
- Dominik Steczyk, calciatore polacco (Katowice, n. 1999)
- Dominik Stolz, calciatore tedesco (Neuendettelsau, n. 1990)
- Dominik Stroh-Engel, ex calciatore tedesco (Ehringshausen, n. 1985)
- Dominik Sváček, calciatore ceco (Klatovy, n. 1997)
- Dominik Szoboszlai, calciatore ungherese (Székesfehérvár, n. 2000)

## T(1)
- Dominik Takáč, calciatore slovacco (Galanta, n. 1999)

## V(1)
- Dominik Veselovský, calciatore slovacco (Plzeň, n. 2002)

## W(1)
- Dominik Wydra, calciatore austriaco (Vienna, n. 1994)

## Y(1)
- Dominik Yankov, calciatore bulgaro (Toronto, n. 2000)

## Š(2)
- Dominik Štumberger, calciatore croato (Graz, n. 1999)
- Dominik Špiriak, calciatore slovacco (Bratislava, n. 1999)